# کاج زرد
کاج زرد (نام علمی: Pinus ponderosa) که به نام‌های کاج گاو نر، کاج بلک‌جک، کاج فیلیپینی نیز شناخته می‌شود، یک گونه درخت کاج بسیار بزرگ با زیستگاه متغیر بومی مناطق کوهستانی غرب آمریکای شمالی است. این گونه گسترده‌ترین گونه کاج در آمریکای شمالی است.
کاج زرد در اشکال مختلف از بریتیش کلمبیا به سمت جنوب و شرق تا ۱۶ ایالت غربی ایالات متحده رشد می‌کند و با موفقیت در مناطق معتدل اروپا و در نیوزیلند معرفی شده است. این گونه اولین بار در علم مدرن در سال ۱۸۲۶ در شرق واشینگتن در نزدیکی اسپوکن امروزی (که درخت رسمی شهر است) ثبت شد. در آن مناسبت، دیوید داگلاس آن را به اشتباه به عنوان Pinus resinosa (کاج سرخ) معرفی کرد. در سال ۱۸۲۹، داگلاس به این نتیجه رسید که یک کاج جدید در میان نمونه‌های خود دارد و نام Pinus ponderosa را برای چوب سنگین آن ابداع کرد. در سال ۱۸۳۶، به طور رسمی توسط چارلز لاوسون، یک باغبان اسکاتلندی، نامگذاری و توصیف شد. این درخت در سال ۱۹۴۹ به عنوان درخت رسمی ایالت مونتانا پذیرفته شد.

## شرح

### اندازه
این درخت حدود ۷۲ متر است. در ژانویه ۲۰۱۱ درخت کاج زرد در منطقه‌ای به نام Siskiyou در اورگن وقتی توسط لیزر اندازه‌گیری شد حدود ۸۱٫۷۷ متر ارتفاع داشت که دومین درخت کاج شناخته شده بلند دنیا پس درخت کاج قندی بود.

### کشت
این گونه به عنوان یک گیاه زینتی در پارک‌ها و باغ‌های بزرگ رشد می‌کند.

### استفاده از آزمایش‌های هسته‌ای
در طی عملیات Operation Upshot–Knothole در سال ۱۹۵۳، یک آزمایش هسته‌ای انجام گرفت که در آن ۱۴۵ کاج زرد توسط سرویس جنگل ایالات متحده برداشته شد و به منطقه ۵ تست سایت نوادا منتقل شد. جایی که آنها در زمین قرار گرفتند در معرض انفجار هسته‌ای بود که ببینند که چه موج انفجاری به جنگل وارد می‌شود. درختان تا حدودی سوختند و به زمین افتادند.